# Terpentijn
Terpentijn is een oleohars. Oleoharsen bestaan uit hars opgelost in etherische oliën, en vele andere stoffen. Het woord terpentijn is afgeleid van het Oudfranse terbentine, ontleend aan Latijn terebinthīna, dat weer ontleend is aan het Griekse woord terébinthos (τερέβινθος), wat terebintboom betekent. Tegenwoordig zijn coniferen de belangrijkste bron voor de winning van terpentijn. De oliën verkregen van verschillende soorten uit de dennenfamilie stonden bij de oude Grieken bekend als cederolie en werden later bekend als terpentijnolie. Terpentijn is een geel gekleurde stroperige vloeistof, die door verwonding van de schors uit de boom vloeit en wordt opgevangen. Als terpentijn wordt gedestilleerd ontstaan terpentijnolie (Oleum Terebinthinae aethereum) en terpentijnhars (colofonium). Terpentijnolie wordt ook wel gomterpentijn of kortweg terpentijn genoemd.

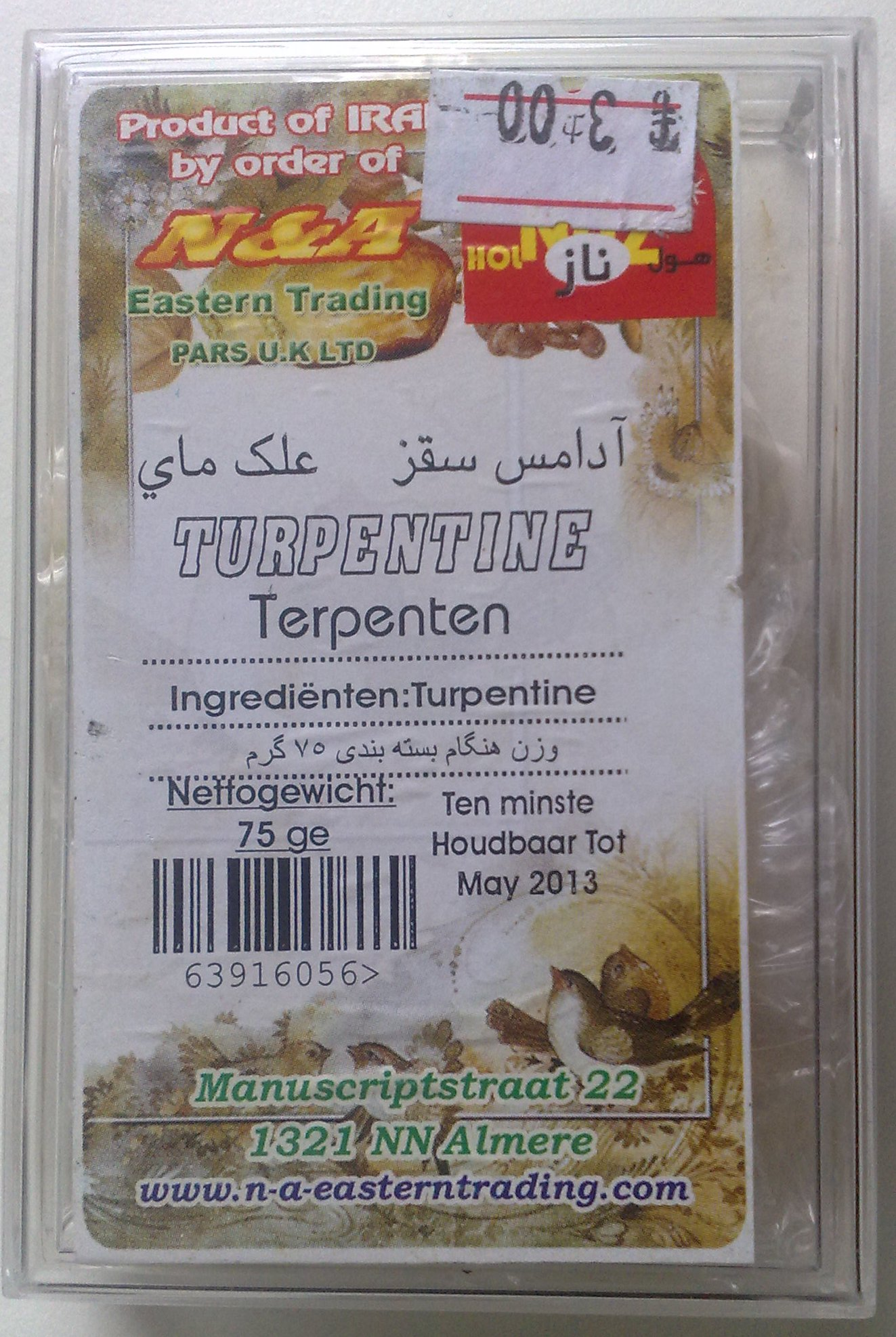
Terpentijnhars uit Iran om op te kauwen

In de klassieke oudheid benoemde Herodotus (ca. 485 v.Chr. - 420/425 v.Chr.) terpentijnolie, evenals Plinius (ca. 23 na Chr. - 79) en Dioscorides (ca. 40 na Chr. - 90). De aanprijzing van de heilzame werking van etherische oliën door Arnaldus de Villa Nova (1235 na Chr. - 1311) wordt wel gezien als de oorzaak dat destillatie een specialiteit werd in de Europese apotheken van de late middeleeuwen en de vroegmoderne tijd.
Terpentijnolie wordt gebruikt bij het schilderen met olieverf om de verf te verdunnen. Het is een prima oplosmiddel voor lijnolie en voor standolie, die beide gebruikt worden om de verf vetter te maken. Standolie en lijnolie drogen echter zeer langzaam; ook als de terpentijnolie allang uit de olie is verdampt blijft de verf nog nat. Terpentijnolie wordt ook gebruikt om de vernis op een olieverfschilderij te verdunnen.
Terpentijn wordt meestal uit dennenbomen gewonnen, maar de spar, ceder of lariks zijn ook geschikt. Het zuiveringsproces vanuit het hout tot terpentijn wordt rectificeren (trapsgewijze destillatie) genoemd. Bij het rectificeren verdwijnen onder andere de harsachtige stoffen, die wanneer de vluchtige bestanddelen verdampen, overblijven als een kleverig, harsachtig residu. Als terpentijn niet in het donker bewaard wordt, vormt zich onder invloed van het licht peroxide, dat door reactie kamferderivaten doet ontstaan, die de vloeistof troebel maken. Dit proces wordt, onnauwkeurig, ook wel "verharsing" genoemd.
Terpentijnolie is een aromatische koolwaterstof. De stof bestaat grotendeels uit pineen.
Kunstterpentijn is een andere naam voor solvent-nafta of White spirit.

## Gezond of ongezond
De meest vluchtige bestanddelen in terpentijnolie zijn twee terpenen: alpha (α) en beta (β) pinenen. Dit zijn de dominante geurige bestanddelen die vrijkomen uit bomen, struiken, bloemen en grassen. Terpenen kunnen pathogene bacteriën en schimmels bestrijden. In kleine hoeveelheden levert terpentijnolie en haar twee vluchtige hoofdbestanddelen geen gevaar op voor de gezondheid. Ze hebben een aantal eigenschappen die gunstig zijn voor de menselijke gezondheid en welzijn, en mogen gebruikt worden in de farmaceutische en cosmetische industrie. In grote hoeveelheden, of bij mensen met een verhoogde vatbaarheid, kunnen epileptische aanvallen een bijwerking zijn van sommige etherische oliën. Daarentegen worden in verschillende landen etherische oliën juist gebruikt om epilepsie te bestrijden.
Terpentijnolie wordt medicinaal gebruikt in wrijfmiddeltjes tegen reumatische klachten of spierpijn. Het is een belangrijk ingrediënt van het traditionele medicijn Haarlemmerolie. Daarnaast is het een bestanddeel van de inhalatiezalf Vicks VapoRub. Laboratoire Zambon France heeft een productlijn van geneesmiddelen met terpentijnolie ontwikkeld onder de merknaam Ozothine. Door het risico op epileptische aanvallen zijn Ozothine zetpillen niet meer toegestaan voor kinderen onder de 30 maanden of kinderen met een geschiedenis van koortsstuipen of epileptische aanvallen.
Frederick Law Olmsted (1822-1903) schrijft over de 19e-eeuwse terpentijn-industrie: "De terpentijn-industrie wordt beschouwd als bijzonder gunstig voor de gezondheid en een lang leven. Soms wordt het door personen beoefend die lijden aan longklachten, met het geloof dat het een heilzaam effect heeft" (vertaald uit het Engels). Vandaag de dag zijn er vele gezondheidsproducten en geneesmiddelen die terpenen bevatten. Een ander bekend voorbeeld is Luuf Verkoudheidsbalsem dat in 1968 is ontwikkeld door de arts en apotheker Dr. Friedrich Böhm. Luuf Verkoudheidsbalsem voor baby's bevat de volgende werkzame bestanddelen per 100 g:
- Kamfer 5,00 g
- Majoramolie 1,00 g
- Eucalyptusolie 1,50 g
- Terpentijnolie 4,00 g

### Beroepsastma en contacteczeem
In beroepen waar sprake is van langdurige blootstelling aan terpenen kunnen overgevoeligheidsreacties optreden. Er is een geval bekend waarbij een 27-jarige kunstschilder na 5 jaar blootstelling aan terpentijnolie astmatische reacties (beroepsastma) ontwikkelde. Een mogelijke oplossing voor schilders is het gebruik van speciale in water oplosbare olieverf. De belangrijkste sensibilisator in terpentijn is geïdentificeerd als delta-3-careen hydroperoxide, een oxidatie product van delta-3-careen, en komt vooral voor in oliën uit Finland en Zweden. Andere bestanddelen zoals pineen en limoneen kunnen echter ook mogelijke sensibilisatoren zijn en kruisreacties veroorzaken met de oliën in sinaasappelschillen en andere essentiële oliën. Oude geoxideerde terpentijn is meer irriterend en sensibiliserend dan vers gewonnen terpentijn. Wanneer terpentijn wordt blootgesteld aan lucht, maar vooral aan licht, resulteert de oxidatie in de vorming van mierenzuur en aldehyden.
Voor de concentratie op een werkplek geldt dat een concentratie van 100 ppm (of ml per m³) niet mag worden overschreden. Vaak wordt het gebruik van terpentijn echter gebracht als natuurvriendelijk, omdat terpentijn van plantaardige oorsprong is. Voor gebruik in professionele verven is terpentijn in Nederland verboden. Bijzonder gevaarlijk is het gebruik als oplosmiddel in een airbrushtechniek.

### Toxicologie
De gemiddelde dodelijke dosis van terpentijn voor mensen varieert van 15 tot 150 ml. Acute blootstelling aan hoge niveaus van terpentijn voor enkele uren resulteert in oogirritatie, hoofdpijn, duizeligheid, misselijkheid en versnelde hartwerking. Inname van terpentijn in grote hoeveelheden leidt tot irritatie van het maag-darmkanaal en demping van het centrale zenuwstelsel binnen twee tot drie uur. Deze effecten verdwijnen weer binnen 12 uur behalve in gevallen van ernstige blootstelling.

## Terpentijn tegenover terpentine
Terpentijnolie is ten opzichte van het aardolieproduct terpentine vrij kostbaar. Daarom wordt voor het schoonmaken van de kwasten meestal terpentine gebruikt. Terpentijn heeft een groter oplossend vermogen en kan damarhars oplossen. Vaak wordt beweerd dat terpentijn een sterkere verffilm achterlaat dan terpentine, maar dat lijkt een onbewezen vooroordeel.
Terpentijn en terpentine lijken uiterlijk veel op elkaar, beide zijn het dunne kleurloze vloeistoffen. De geur van terpentijn is echter harsachtig; die van terpentine lijkt wat meer op benzine. Er bestaan ook een reukarme terpentijnsubstituten zoals Winsor & Newton Sansodor en Sennelier Essence Sans Odeur.

## Historische terpentijnsoorten
Hoewel tegenwoordig de terpentijn perfect gerectificeerd wordt, werden in vroegere eeuwen juist vaak de, van nature met terpentijnolie vermengde, natuurlijke harsen veel als schildersmedium gebruikt, de zogenaamde balsems. Het woord terpentijn duidde oorspronkelijk de hars aan. Historisch belangrijke typen zijn:
- Venetiaanse terpentijn, ook wel lariksterpentijn genoemd, want deze balsem werd gewonnen uit de Larix decidua, de Europese lork. De hars bevat maar een vijfde aan terpentijnolie, de rest is voornamelijk larizinolzuur. Deze zeer stroperige gelige vloeistof, die in niets lijkt op de terpentijn die nu te koop is, was zeer geliefd vanwege de fonkelende glans die hij aan de olieverfglacis gaf. De stad Venetië had het monopolie in de belangrijkste productiegebieden in de Alpen, waar de hars uit de bomen getapt werd. Deze terpentijn was het duurst, want hij bleef helder na droging. Dat was anders bij de goedkopere:
- Straatsburgse terpentijn, de hars van sparren (meestal Abies alba of A. pectinata). Deze bevat een derde aan terpentijnolie en is dus veel vloeibaarder. Het nadeel van dit type was dat het abiëtinezuur bevat, dat op den duur de verf dof maakt. Op veel schilderijen van rond 1800, toen het mode werd zeer grote hoeveelheden hars aan de verf toe te voegen, zijn de effecten hiervan duidelijk zichtbaar. De naam komt van de belangrijkste stapelmarkt tussen de productiegebieden in de Vogezen en het Zwarte Woud.
- Franse terpentijn: oorspronkelijk is dit de hars die gewonnen werd uit dennen (meestal Pinus pinaster) aan de Franse oceaankust. Deze balsem gold als inferieur. Wellicht dat hij daarom als eerste gebruikt werd voor rectificatie. In het midden van de 19e eeuw wordt dit de naam van alleen de zo gewonnen balsemterpentijnolie en is dus gewoon wat wij tegenwoordig onder terpentijn verstaan. Toen de balsems in onbruik raakten, viel de noodzaak voor het onderscheid weg en daarmee ook de toevoeging "Franse". Sommige merken bleven die aanduiding echter wel gebruiken, vooral voor goedkope enkelvoudig gerectificeerde terpentijn, die nog een zekere harscomponent bevatte. Daardoor kreeg de naam een ongunstige betekenis.

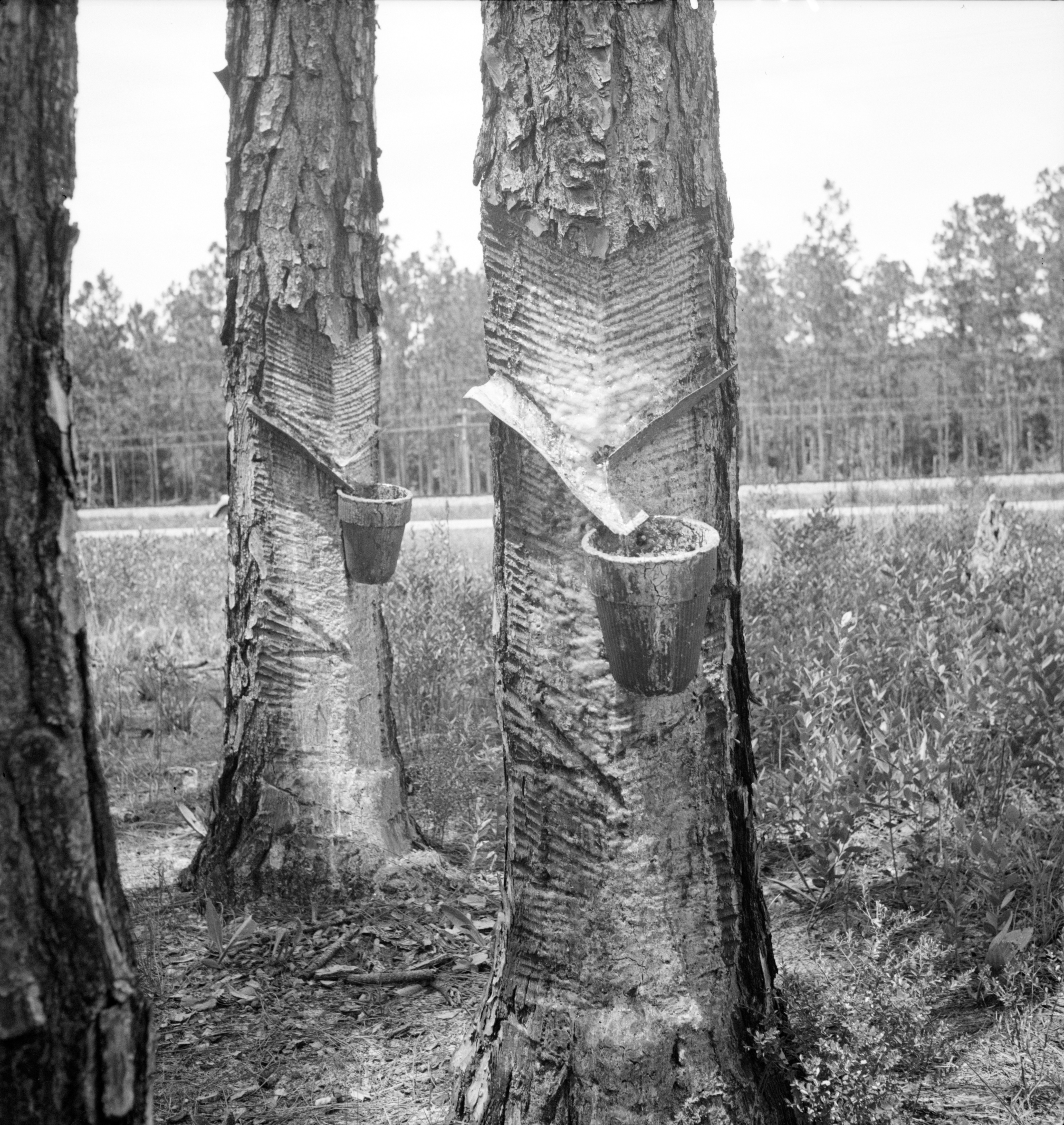
Het aftappen van boomhars voor de productie van terpentijn volgens de nieuwe "kop-en-goot"-methode in Noord-Florida, circa 1936

Nog steeds wordt er harsolieverf in tuben geproduceerd. Hoewel sommige merken nog Venetiaanse terpentijn verkopen, is het schildertechnisch belang daarvan alleen nog gelegen in de restauratie of imitatie van oude werken: er zijn nu superieure vervangers in de vorm van media op copaïva- of alkydbasis.

## Winning in de Verenigde Staten
In de 19e eeuw waren vooral de Amerikaanse staten North en South Carolina bekend om hun grootschalige productie van terpentijn, teer, pek en houtskool. Er werd daar vooral gewerkt met de moerasden (Pinus palustris) die er in uitgestrekte wouden voorkwam. Amerikaanse Zuiderlingen noemden mensen uit de lagere sociaaleconomische klassen Tar Heels (teerhielen) in North Carolina, en Sand Hillers in South Carolina. De naam van de stad Tarboro aan de Tar River herinnert nog aan de inmiddels verdwenen industrie. In de Carolina's bereikte de productie rond 1850 haar hoogtepunt en verspreidde zich van daaruit naar het zuiden en westen. In veel streken kreeg de productie van terpentijn een geduchte concurrent in de houtkap die de bossen deed verdwijnen.
Op de terpentijnboerderijen of -boomgaarden werden de werkzaamheden voornamelijk uitgevoerd door slaven. Frederick Law Olmsted (1822-1903), die in 1853 een reis maakte door de slavenstaten langs de oostkust van de Verenigde Staten, schrijft: "de meerderheid van wat ik terpentijn-boeren noem, namelijk de kleine eigenaren van het bosland met moerasdennen, zijn mensen die slechts een gradatie beter zijn in karakter en wat betreft hun leefomstandigheden dan deze vagebonden [blanken uit de lagere sociaaleconomische klassen]. [...] Hun eigendom is, desalniettemin, vaak van aanzienlijke geldwaarde, en bestaat voornamelijk uit negers, die intiem met hun eigenaren associëren en van superieure intelligentie zijn dan de slaven van de welvarendere klassen". Omstreeks 1860 werkten zo'n 15000 slaven in de terpentijnindustrie.

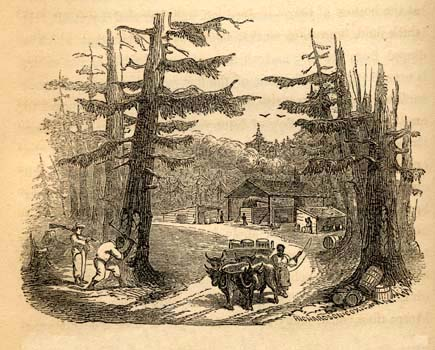
Een slaaf leidt een span van ossen, die een wagen gevuld met terpentijn-vaten voorttrekken, over een zandweg door het bos. Aan de linkerkant is een slaaf bezig met een bijl een naaldboom in te kerven voor de winning van terpentijn, terwijl een blanke man met een geweer over zijn schouder toekijkt.

De uitputting van de terpentijnbossen aan het einde van de 19e eeuw veroorzaakte ongerustheid. Het werd duidelijk dat de gebruikte methode van boksen (het uithakken van een grote rechthoek in de boom) de bossen zou ruïneren in de nabije toekomst. Het gevolg van de boks methode was dat na zo'n 5 a 6 jaar van aftappen de bomen geen terpentijn meer opleverden en afstierven. Aan hun lot overgelaten, werden ze omvergeblazen door de wind of door vuur vernietigd. Door de uitputting van de bossen verschoof de terpentijnproductie naar het zuiden en het westen. Tegen 1900 kwam het merendeel van de Amerikaanse terpentijn uit Florida, en Alabama; ook Mississippi, en Louisiana waren al goed onderweg.
Deze omstandigheden spoorden Dr. Charles Herty van de Universiteit van Georgia aan om te experimenteren met het Franse systeem van terpentijnwinning, die de boom veel beter beschermde. De resultaten waren bevredigend, vooral na het introduceren van een aantal verbeteringen. Volgens G. B. Sudworth, van de afdeling Bosbouw van het Ministerie van Landbouw van de Verenigde Staten, paste 1/8 van de terpentijnboomgaarden in 1908 de nieuwe "kop-en-goot"-methode toe, 7/8 gebruikte nog steeds de oude methode.
Herty beweerde niet het kop-en-goot-systeem te hebben uitgevonden, ook al dichtten de lokale grootsprekers en de pers hem wel deze eer toe. Zijn bijdrage was wel een nieuw type kop-en-goot-systeem, dat bestond uit een opvangkroes en een aantal ingekerfde gleuven en metalen gootjes aangebracht in de bast van de boom. Daardoor konden de bomen het aftappen langer overleven. Deze methode betekende een aanzienlijke verhoging van de productie en maakte dat de commerciële productie van terpentijn in deze streken in de 20e eeuw kon blijven bestaan. Het laatste vat werd in 2001 gewonnen. Sindsdien vindt de winning in andere werelddelen plaats.

## Verwijzingen
1. ↑  M. Philippa e.a., Terpentijn (vloeibare hars, verfoplosmiddel). Etymologisch Woordenboek van het Nederlands. Meertens Instituut (2003-2009). Gearchiveerd op 4 november 2021. Geraadpleegd op 6 januari 2012.
2. ↑  Gildemeister, E., Hoffman, F (1913). The volatile oils - Second edition, vol. 1. John Wiley & Sons, New York, pp. 226.
3. ↑  Billot, M., Wells, F.V. (1975). Perfumery technology. E. Horwood; Halsted Press, Chichester; New York, pp. 24.
4. 1 2  Guenther, E. (1948). The Essential Oils Vol I. D.Van Nostrand Company Inc., New York, 3-4.
5. ↑  Mercier, B., Prost, J., Prost M. (2009). The essential oil of turpentine and its major volatile fraction (α- and β-pinenes). A review (International Journal of Occupational Medicine and Environmental Health: Dijon, France).
6. ↑  Burkhard, P. R., Burkhardt, K., Haenggeli, C., Landis, t. (1999). Plant-induced seizures: reappearance of an old problem. Journal of Neurology 246: 667-670 (Department of Neurology, Geneva University Hospitals: Geneva, Switerzland).
7. ↑  Showraki, A., Emamghoreishi, M., Oftadegan, S. (2016). Anticonvulsant Effect of the Aqueous Extract and Essential Oil of Carum Carvi L. Seeds in a Pentylenetetrazol Model of Seizure in Mice. Journal of Neurology 41 (3): 200-208 (Shiraz University of Medical Sciences: Shiraz, Iran).
8. ↑  Pathak, S., Wanjari, M. M., Jain, S. K. en Tripathi, M. (2010). Evaluation of Antiseizure Activity of Essential Oil from Roots of Angelica archangelica Linn. in Mice. Journal of Neurology 72 (3): 371–375 (Institute of Pharmacy, Bundelkhand University: Jhansi, India).
9. ↑  http://observer.com/2016/06/can-weed-protect-your-brain-and-save-football/
10. ↑  https://web.archive.org/web/20160802194901/http://ansm.sante.fr/S-informer/Informations-de-securite-Lettres-aux-professionnels-de-sante/Contre-indication-des-suppositoires-contenant-des-derives-terpeniques-chez-les-enfants-de-moins-de-30-mois-et-les-enfants-ayant-des-antecedents-d-epilepsie-ou-de-convulsion-febrile-Lettre-aux-professionnels-de-sante
11. ↑  https://web.archive.org/web/20160802135132/http://ansm.sante.fr/S-informer/Informations-de-securite-Retraits-de-lots-et-de-produits/Suppositoires-pediatriques-a-base-de-terpenes-destines-aux-nourrissons-et-aux-enfants-Retrait-de-lots/(language)/fre-FR
12. ↑  Gearchiveerde kopie. Gearchiveerd op 2 augustus 2016. Geraadpleegd op 2 augustus 2016.
13. ↑  Olmsted, F.L. (1856). A Journey in the Seaboard Slave States; With Remarks on Their Economy. SAMPSON LOW, SON, & CO., New York, 346. Gearchiveerd op 5 februari 2015.
14. ↑  Dudek, W., Wittczak, T., Świerczyńska-Machura, D., Walusiak-Skorupa J., Pałczyński, C. (2009). Occupational asthma due to turpentine in art painter - case report (International Journal of Occupational Medicine and Environmental Health: Łódz, Poland).
15. ↑  Barchino-Ortiz, L., Cabeza-Martínez, R., Leis-Dosil, V.M., Suárez-Fernández, R.M., Lázaro-Ochait, P. (2008). Allergic contact hobby dermatitis from turpentin. Allergol Immunopathol 36 (2): 117-119 (Department of Dermatology. Hospital General Universitario Gregorio Marañó: Madrid, Spain).
16. ↑  Rietschel, R. L., Fowler, J. F., Fisher, A. A. (2008). Fisher's contact dermatitis. BC Decker Inc, Hamilton, Ontario, 531. ISBN 978-1-55009-378-0.
17. ↑  Haneke, K.E. (2002). Turpentine (Turpentine Oil, Wood Turpentine, Sulfate Turpentine, Sulfite Turpentine) [8006-64-2] - Review of toxicological literature (National Institute of Environmental Health Sciences: Durham, North Carolina).
18. ↑  https://web.archive.org/web/20160802142717/http://www.winsornewton.com/assets/HealthandSafetyDataSheets/OIL%20COLOUR/Solvents/Sansodor%20(Low%20odour%20solvent)/03112204.pdf
19. ↑  Cole, S., Ring, N.J., Brundage, W.F., Stein, M., Perdue T., Wallenstein, P., Bay, M., Dailey, J. (2012). The Folly of Jim Crow: Rethinking the Segregated South. Texas A&M University Press, Arlington, pp. 96. ISBN 978-1603445825.
20. 1 2  Olmsted, F.L. (1856). A Journey in the Seaboard Slave States; With Remarks on Their Economy. SAMPSON LOW, SON, & CO., New York, 350. Gearchiveerd op 5 februari 2015.
21. ↑  Gildemeister, E., Hoffman, F (1916). The volatile oils - Second edition - Vol. II.. John Wiley & Sons, New York, pp. 60.
22. 1 2  Reed, G.M. (1995). Crusading for Chemistry; The Professional Career of Charles Holmes Herty. The University of Georgia Press, Athens, Georgia, 17. ISBN 0-8203-1671-7.
23. ↑  Glave, D.D., D.D., Stoll, M. (2006). To Love the Wind and the Rain: African Americans and Environmental History. University of Pittsburgh Press, Pittsburgh, pp. 53. ISBN 978-0822958994.
24. 1 2  Gildemeister, E., Hoffman, F (1916). The volatile oils - Second edition - Vol. II.. John Wiley & Sons, New York, pp. 57.
25. ↑  Reed, G.M. (1995). Crusading for Chemistry; The Professional Career of Charles Holmes Herty. The University of Georgia Press, Athens, Georgia, 21. ISBN 0-8203-1671-7.
26. ↑  Website over terpentijnwinning in zuidelijk Georgia